# Orobanche rapum-genistae
Orobanche rapum-genistae är en snyltrotsväxtart som beskrevs av Jean-Louis Thuillier. Orobanche rapum-genistae ingår i släktet snyltrötter, och familjen snyltrotsväxter. Inga underarter finns listade i Catalogue of Life.

## Bildgalleri

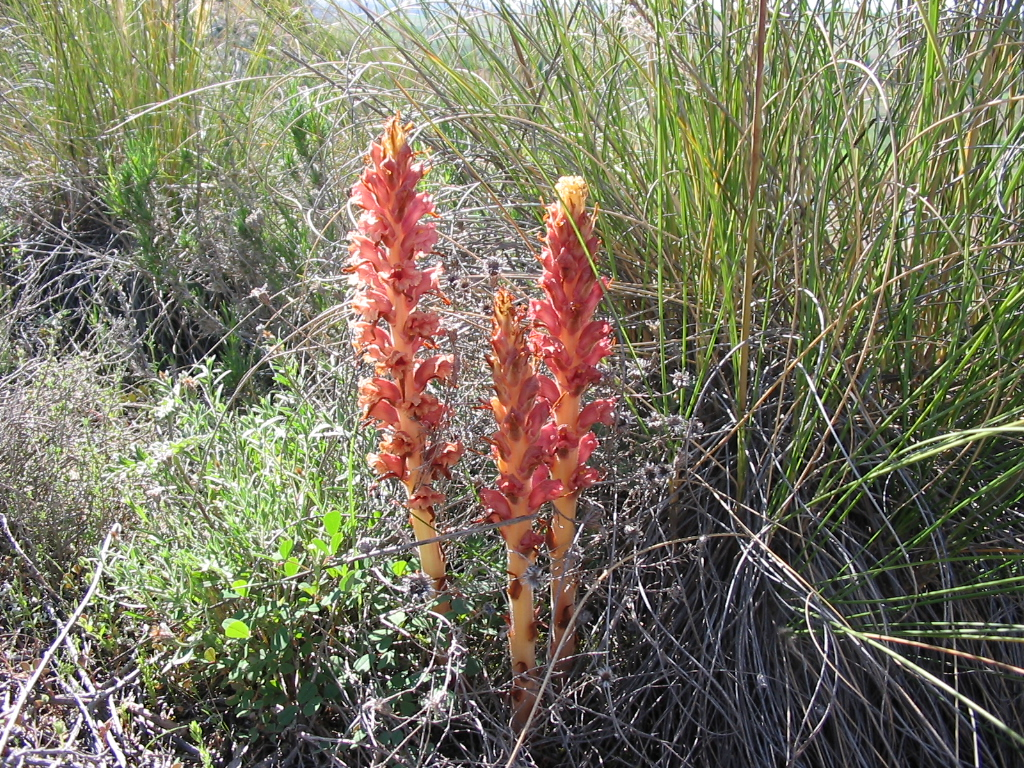
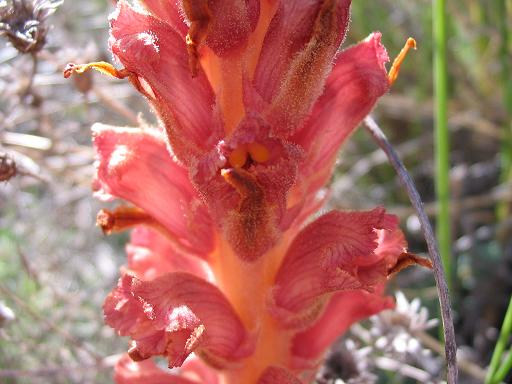
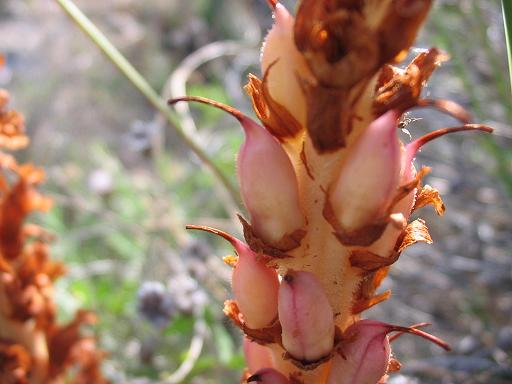
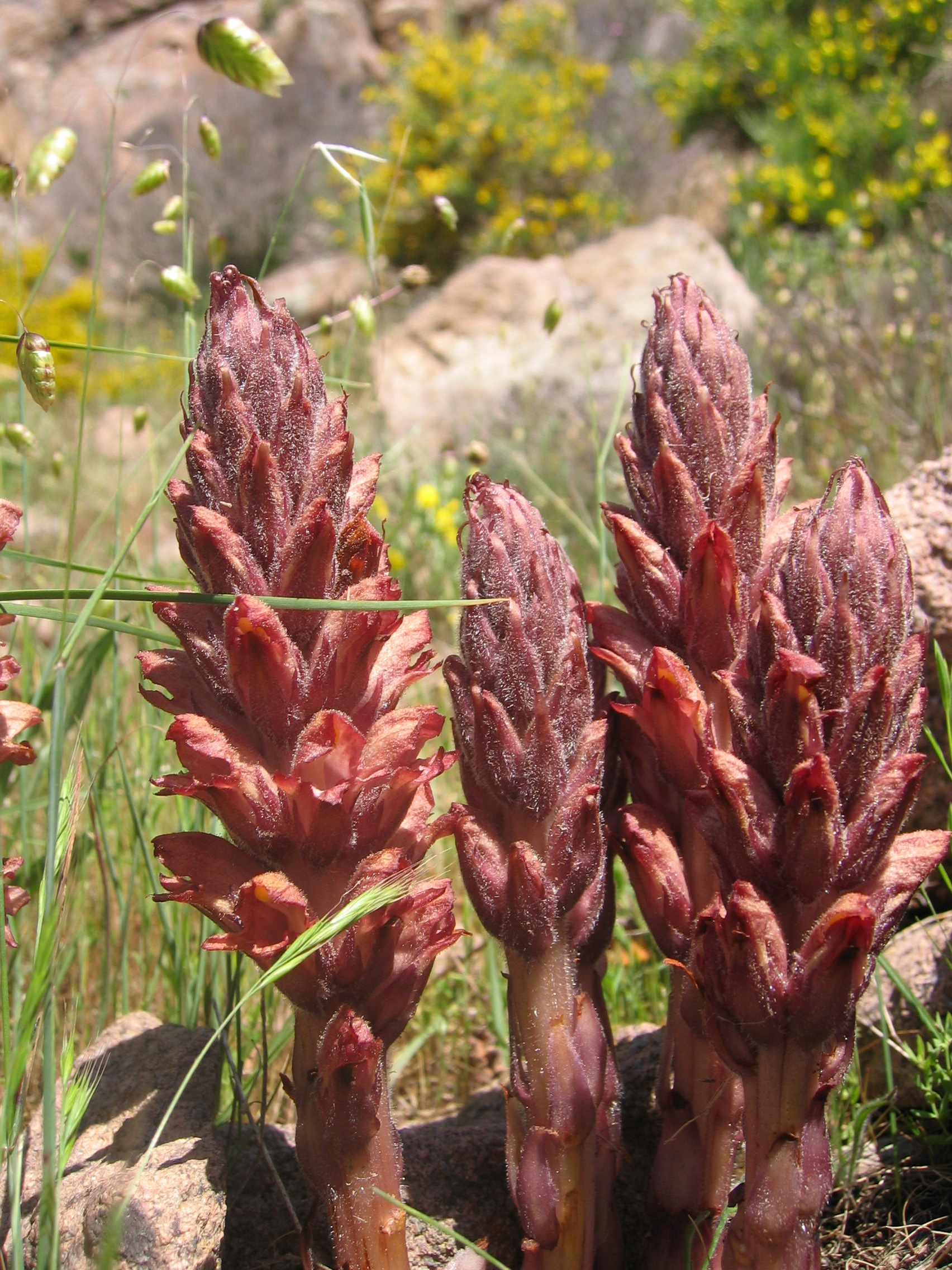
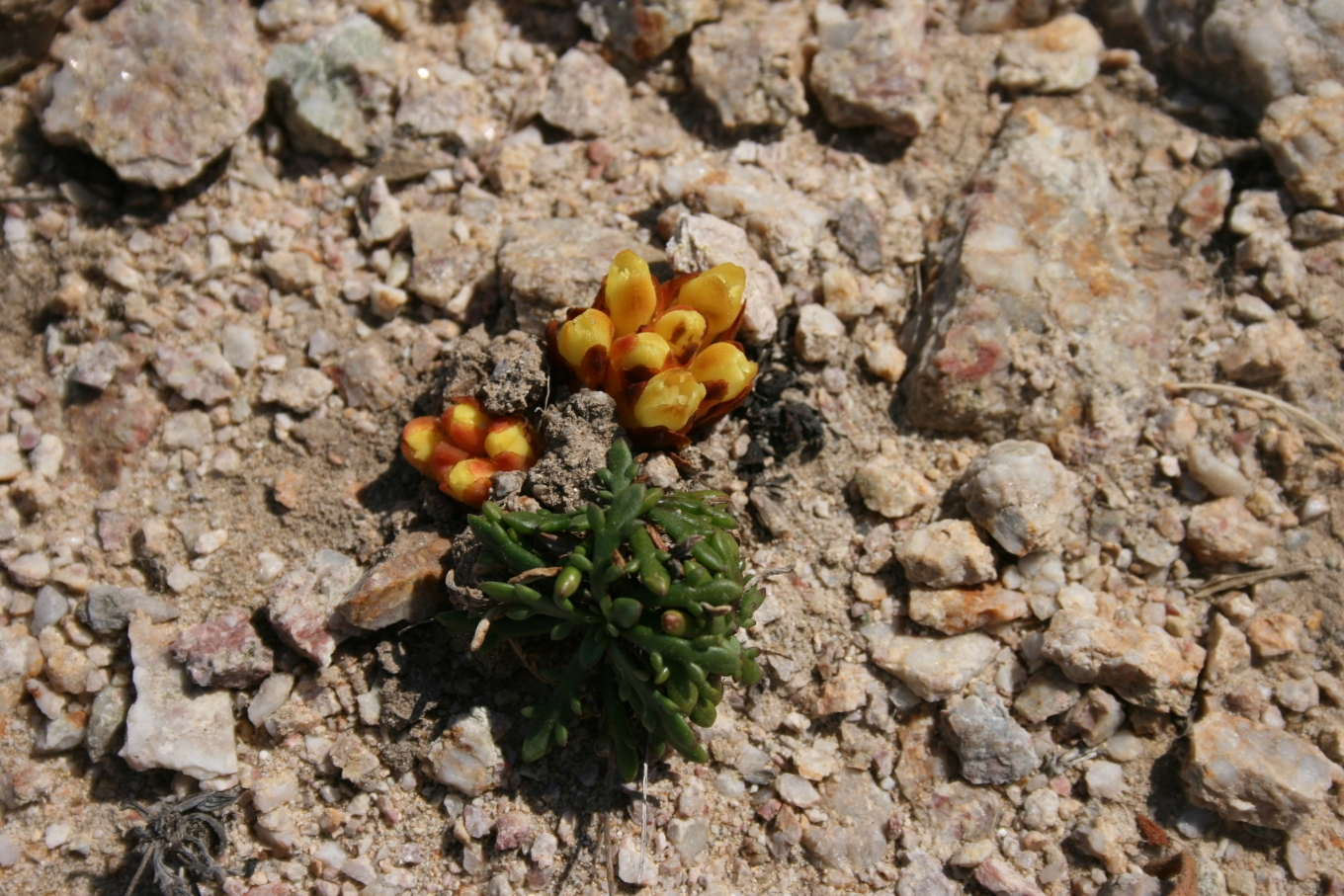
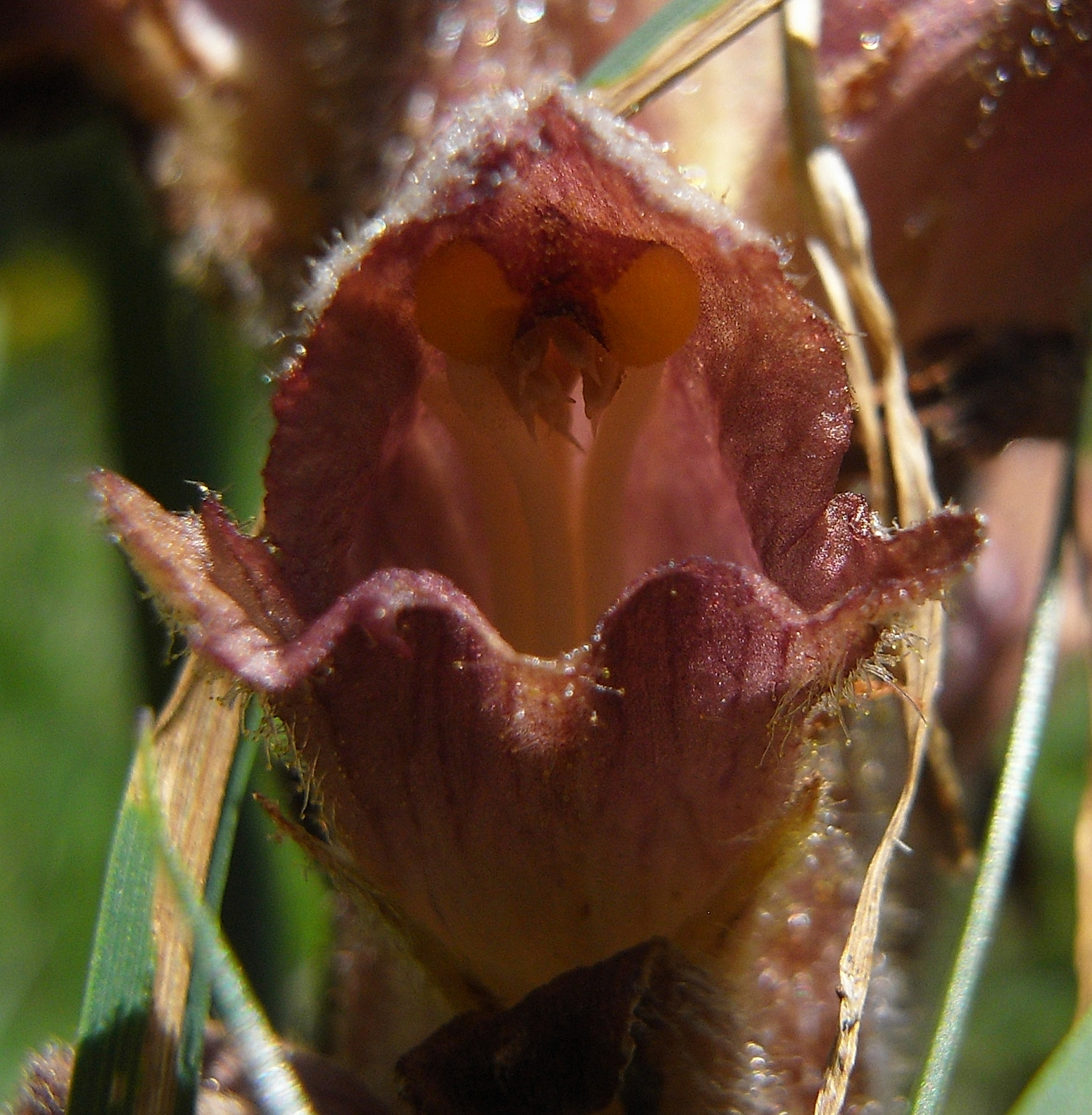